# Tabou
Tabou – miasto w Wybrzeżu Kości Słoniowej, w dystrykcie Bas-Sassandra, w regionie San-Pédro, w departamencie Tabou. Miasto leży nad Oceanem Atlantyckim